# پیر بایوک
پیر بایوک (انگلیسی: Pierre Bajoc؛ زادهٔ ۲۷ آوریل ۱۹۵۵) بازیکن فوتبال اهل فرانسه است.
از باشگاه‌هایی که در آن بازی کرده‌است می‌توان به باشگاه فوتبال لو مان اشاره کرد.